# Lee Pearson
Lee Pearson, OBE (*4. února 1974, Stoke-on-Trent) je britský tělesně postižený jezdec paradrezury, držitel dvanácti zlatých paralympijských medailí.

## Životopis
Narodil se císařským řezem a lékaři nedávali velkou naději na jeho přežití. Pearson trpí syndromem mnohočetných kloubních kontraktur, navzdory 15 operacím podstoupeným do šesti let věku stále nemůže pohybovat koleny a kotníky.
V roce 1980 obdržel britskou Dětskou cenu za kuráž, tehdy se stal středem zájmu médií, když ho z ulice do budovy na Downing Street 10, kde sídlí britský premiér, donesla v náručí přímo tehdejší ministerská předsedkyně Margaret Thatcherová.
Jeho rodiče prosadili jeho přijetí do běžné školy, kde byl velmi populární. Po jejím absolvování ale přijal zaměstnání v supermarketu, které ho však nenaplňovalo a propadal depresím. Zachránilo ho jezdectví, konkrétně televizní přenos soutěží paralympijských her v Atlantě v roce 1996.
Jízdě na koni se věnoval už od dětství (učil se na oslíku, kterého mu koupili rodiče). V roce 1999 se stal v Dánsku poprvé mistrem světa (v celkové klasifikaci, küru a týmech). Od té doby nebyl poražen.
Vyhrál všechny tři zlaté medaile na paralympiádě v Sydney 2000 (v sedle koně Chipchasemeknes), na hrách v Aténách 2004 (v sedle Blue Circle Boye) a také na paralympiádě v Pekingu v roce 2008 (v sedle vlastního koně Gentleman).
Z titulů mistra světa se radoval znovu v letech 2003 (dvě zlaté) a 2007 (tři zlaté), na mistrovství Evropy 2002 získal tři zlaté medaile. Na evropském šampionátu 2005 v Soskutu v Maďarsku vyhrál tři soutěže dokonce v kategorii jezdců s méně vážným postižením stupně III (běžně startuje v soutěžích stupně Ib).
Na paralympiádě v Aténách zaujal gestem fair play, když věnoval jednu z vyhraných kytic Francouzce Valerii Sallesové, jejíž kůň Arestote zkolaboval a zemřel při vchodu do arény.
Jeho dalším cílem bylo kvalifikovat se na Letní paralympijské hry 2012, které se uskuteční ve Velké Británii v Londýně. To se mu podařilo a v Londýně získal s koněm Gentleman další tři medaile, zlatou v soutěži družstev a stříbro a bronz v závodech jednotlivců.
Byl vyznamenán titulem MBE v roce 2001 a titulem OBE v roce 2005. Dostal čestný doktorát na Staffordshire University.
Žije v Cheddletonu v hrabství Staffordshire. Živí se vedením vlastních stájí.